# 王曼麗
王曼麗（1973年3月17日—），黑龙江牡丹江人，中國女子速度滑冰運動員。

## 生平
王曼麗於1996年贏得速度滑冰生涯的第一個重要錦標，她於哈爾濱亞洲冬季運動會贏得女子個人500米小項的金牌，而在世界短距離速度滑冰錦標賽中，王曼麗在女子個人500米排行第7位，全能賽得第17名的成績。及後在1998年，王曼麗在韓國的世界杯取得女子500米的第6位，又在長野冬季奧運的速度滑冰女子個人500米小項名列第22。
兩年後，王曼麗在世界速度滑冰單項錦標賽的女子個人500米得第9，世界杯韓國分站賽得到進步，排名第5。翌年，王曼麗在九運會中贏得速度滑冰女子全能小項的金牌，並在世界賽中的總得分取得第8位。2001年，王曼麗在世界短距離速度滑冰錦標賽的女子個人500米與1000米賽事均得到第6位。
次年，王曼麗在鹽湖城冬季奧運的女子個人500米小項排名第9，次年的第十屆全國冬季運動會中，王曼麗成為女子個人500米、1000米、全能500米以及短距離全能的金牌得主。在2004年，她於日本的世界短距離速滑錦標賽得到女子500米的冠軍，及後在漢城的世界速滑單項錦標賽中的女子500米賽事成為冠軍得主。
2005年，王曼麗在美國的世界杯兩個分站先後奪冠，另外又在意大利再三奪冠。都靈冬季奧運，王曼麗在速度滑冰女子個人500米小項以76秒78的成績得銀牌，而在女子1000米小項中，王曼麗名列第20，是中國隊於本小項中成績最好的運動員。